# Johnnie Clayton
Johnnie Clayton (* 20. Jahrhundert; † 1992) war ein britischer Schauspieler.

## Leben und Wirken
Die Herkunft, das Privatleben und das genaue Geburtsdatum von Johnnie Clayton ist öffentlich nicht bekannt.
Clayton war von 1960 bis 1991 als Schauspieler vor der Kamera aktiv. Er wirkte dabei vermehrt in Fernsehserien mit. Er wurde dabei oftmals in einer Nebenrolle besetzt.
Eine langjährige Sketch-Partnerschaft und Freundschaft verband ihn mit dem Schauspieler und Komiker Eric Sykes, in dessen Show Clayton in den 1960er-Jahren mehrmals auftrat.
Einem Millionenpublikum bekannt und in Erinnerung geblieben ist Clayton vor allem durch seine im Februar 1985 verkörperte Rolle als Reginald „Reg“ Cox in der bis heute bei BBC One laufenden Serie EastEnders. Dort wurde Reg Cox in der ersten Folge, die insgesamt 17 Millionen Zuschauer hatte, schwer verletzt in seiner Wohnung von seinen Nachbarn aufgefunden und ins Krankenhaus gebracht. In der zweiten Folge erlag er dort seinen Verletzungen. Im Nachhinein stellte sich heraus, dass die Figur des Reg Cox von einem Nachbar nach jahrelangem Clinch in Tötungsabsicht niedergeschlagen wurde.
Clayton starb 1992.

## Filmografie (Auswahl)
- 1960: Dixon of Dock Green (Fernsehserie, 1 Folge)
- 1961: Sykes and A... (Comedy-Show)
- 1964: The Indian Tales of Rudyard Kipling
- 1965: Comedy Playhouse (Sketch-Show)
- 1966: Doctor Who (Fernsehserie, 1 Folge)
- 1967: Seven Deadly Sins
- 1972: The Edwardians (Fernsehserie)
- 1974: Microbes and Men
- 1976: Lucky Feller
- 1985: EastEnders (Fernsehserie, 2 Folgen)
- 1987: Klein Dorrit
- 1990: The Fool (Fernsehserie, 1 Folge)
- 1991: The Bill (Fernsehserie, 1 Folge)